# ماهیچه میان‌دنده برونی

ماهیچه میان‌دنده برونی

ماهیچه‌های میان‌دنده برونی از پشت برجستگی‌های روی استخوان‌های دنده درون قفسه سینه و از پشت دنده‌ها به سمت غضروف‌های دنده در جلو گسترش می‌یابند جایی که به شکل غشای نازکی پایان می‌یابند.
ماهیچه‌های نابرابر پهلو (به انگلیسی: Scalene muscles) نیز به ان دلیل که در برون و بالا بردن قفسهٔ سینه و افزایش حجم آن نقش دارند به عنوان ماهیچه میان‌دنده برونی محسوب می‌شوند. ماهیچه میان‌دنده توسط اعصاب میان‌دنده تنظیم می‌شوند و توسط سرخرگ‌ها و سیاهرگ‌های میان‌دنده نگهداری و ابقا می‌شوند.

## اجزای دیگر
به ندرت و در برخی از افراد ماهیچه‌ای به نام ماهیچه مافوق میان‌دنده (Supracostalis muscle) انتهای جلویی دنده اول را به دنده دوم، سوم یا چهارم متصل می‌کند که در ادامهٔ آن ماهیچه‌هایی چون ماهیچه عقبی سراتوس (به انگلیسی: Serratus anterior muscle) و عضله مایل بیرونی شکم (Abdominal external oblique muscle) متصل هستند.

## هنگام تنفس

### هنگامدم
ماهیچه میان‌دنده برونی به سمت بیرون و بالا منقبض می‌شود و قفسهٔ سینه را نیز در همین جهات حرکت می‌دهد که منجر به گسترش فضای درونی قفسه سینه می‌شود.
در دم به دلیل گسترش حجم درونی قفسه سینه و کم بودن غلظت هوا و اجزای آن مانند اکسیژن، هوا ی بیرون شش‌ها توسط واپخش به درون ششها وارد می‌شود.

### هنگامبازدم
ماهیچه میان‌دنده برونی شل می‌شود.
در بازدم به دلیل کوچک شدن حجم درونی قفسه سینه و زیاد بودن غلظت هوا و اجزای آن مانند دی‌اکسید کربن، هوا ی درونی شش‌ها توسط پخش مولکولی به بیرون شش‌ها منتقل می‌شود.

## پیوندها
- ماهیچه میان‌دنده درونی
- ماهیچه میان‌دنده